# Jardín Botánico de Guayaquil
El Jardín Botánico de Guayaquil es un jardín botánico de 5 hectáreas de extensión, que se encuentra en la ciudad de Guayaquil, Ecuador. Se caracteriza por exhibir colecciones científicas de plantas vivas, que se cultivan para conseguir estos objetivos: su conservación, investigación, divulgación y enseñanza.
Este proyecto fue creado por la Asociación Ecuatoriana de Orquideología 1979, y después de un trabajo de 10 años fue abierto al público y ha recibido desde entonces la visita de millares de personas nacionales y extranjeros. 
El código de identificación del Fundación Jardín Botánico de Guayaquil como miembro del "Botanic Gardens Conservation Internacional" (BGCI), así como las siglas de su herbario es GUAYA.

## Localización
Se encuentra en la zona Norte de la ciudad de Guayaquil, Ecuador en la ciudadela "las Orquídeas" Av. Francisco De Orellana, en las cumbres del Cerro Colorado y forma parte del Bosque Protector Cerro Colorado.
El clima de Guayaquil es el resultado de la combinación de varios factores. Por su ubicación en plena zona ecuatorial, la ciudad tiene una temperatura cálida durante casi todo el año. No obstante, su proximidad al Océano Pacífico hace que las corrientes de Humboldt (fría) y de El Niño (cálida) marquen dos períodos climáticos bien diferenciados. Una temporada húmeda y lluviosa (período en el que ocurre el 97% de la precipitación anual) que se extiende enero a mayo (corresponde al verano austral); y la temporada seca que va desde junio a diciembre (que corresponde al invierno austral).
Debido a que se ubica en plena zona ecuatorial, la ciudad tiene temperaturas cálidas durante todo el año, la temperatura promedio oscila entre los 25° y 28° grados centígrados.

### Misión
Brindar entretenimiento ecoturístico educativo a través de contacto con la naturaleza, mediante métodos lúdico-cognoscitivos que fomenten y fortalezcan en el visitante el sentido de amor y respeto al medio natural, como parte fundamental de su entorno.

### Colecciones
Muestra botánica de numerosas especies de plantas del Ecuador, en particular de la zona tropical de la costa. Actualmente se está realizando un proceso de identificación con códigos QR. Al momento hay cerca de 120 plantas identificadas. El recorrido cuenta con acceso a internet gratuito vía wifi de la Alcaldía de Guayaquil
Alberga unas 324 especies debidamente identificadas entre ellas :
- Arboretum: Colecciones de árboles nativos e introducidos
- Palmetum: Colección de palmeras
- Cactarium: Colección de Cactus y Suculentas
- Árboles frutales.
- Plantas ornamentales.
- Plantas tropicales exóticas que se las aprecia en su propio hábitat.
- Orquideario: Colecciones de orquídeas y plantas que pertenecen a la familia Orchidaceae del Ecuador.
- Bromelias nativas de Ecuador
- Tillandsias nativas de Ecuador
- Heliconias de distintas especies
- Flor de Loto o Nelumbonaceae
- Nepenthes especie de planta carnívora introducida de Madagascar

## Principales Objetivos

### Conservación
Uno de los principales objetivos del jardín botánico es la colección y conservación de las plantas locales o exóticas, y la protección de las especies en riesgo de extinción.

### Educación
Es una faceta que el jardín botánico contempla en la actualidad. La protección de la biodiversidad y la transmisión del patrimonio natural pasan, obligatoriamente, por la educación y la sensibilización acerca de este tema.
Queda mucho por hacer en el campo de la educación respecto a la naturaleza. Serían inútiles todas las investigaciones y los estudios realizados hasta el día de hoy si no se lleva a cabo una educación que condujera a la toma de conciencia de la importancia de su preservación y conservación por parte de la población.
Es esencial que el jardín botánico se convierta en el motor de la difusión y el conocimiento de las plantas, el medio en el que viven y que comparten con los seres humanos.

### Turismo
El turismo verde, o ecoturismo siente, actualmente, una gran atracción por los jardines botánicos que se dedican al cuidado ecológico, y se interesa por las instituciones que defienden la biodiversidad y la conservación de los valores patrimoniales. Por esta razón el Jardín Botánico de Guayaquil abre sus puertas a visitantes nacionales y extranjeros los 365 días del año.

## Avistamiento de avesoBirding
Mientras disfrutan de los recorrios en el Jardín Botánico y sus colecciones, se pueden realizar avistamientos de más de 73 especies de aves.Temprano por la mañana es el momento más adecuado para poder observar las aves en su entorno natural. Durante este tiempo, los pájaros están más hambrientos y ocupados en su búsqueda de alimento. La mejor manera de localizar las especies más interesantes, requiere un detallado conocimiento de su apariencia, sonido, comportamiento y del hábitat más apropiado, todo ello en adición a una buena dosis de discreción y paciencia.
El avistamiento de aves puede ser una de las actividades más tranquilas y relajantes que uno puede realizar al aire libre. El equipo comúnmente utilizado para esta actividad es binoculares, una cámara fotográfica, telescopio portátil (spotting scope) con trípode, una libreta y/o unas guías de campo. Los interesados en el canto de las aves portan también registros sonoros para comparar e identificar las especies, grabadoras y micrófonos direccionales.
Las especies que podemos encontrar en el Jardín Botánico de Gayaquil son:

## LEPIDOPTARIO -Lepidoptera
Contamos con un Lepidoptario diseñado en una estructura recubierta con un material que permite el ingreso de aire y luz natural al interior. Abarca un microhábitat donde se realizará la producción intensiva y secuenciada de mariposas lepidópteros para exhibirlas vivas, enseñando a los visitantes el ciclo reproductivo de estas especies (huevo, oruga, pupa, y mariposa adulta), el papel ecológico que desempeñan en la naturaleza y sus relaciones biológicas con el entorno; entre éstas la relación insecto-hombre.
Posee un laboratorio acondicionado con todos los elementos necesarios para lograr que la mariposa adulta deposite sus huevos y desarrolle todo su ciclo de forma natural, proceso que puede ser apreciado directamente por los visitantes. La cría de mariposas en sistemas controlados incrementa el nivel de supervivencia de esta especie, pasando de un nivel aproximado del 10% en condiciones naturales hasta un 90% aproximado en cautiverio.
Posee además una sala temática donde, mediante muestras vivas, laminas educativas y vídeos, se ilustra a los visitantes acerca del ciclo completo de los lepidópteros; adicionalmente, un área de vuelo libre, donde los visitantes pueden interactuar con coloridas mariposas adultas y contemplar plantas florales de néctar, relacionadas con la alimentación de estos insectos.

### Especies de Mariposas de nuestro Lepidoptario
Familia Papilioninae
- Battus polydamas
- Heraclides anchisiades
- Heraclides paeon
- Heraclides thoas
- Papilio thersites

Famia Nymphalidae
- Anarthia amathea
- Agraulis vanillae
- Danaus plexipus
- Heliconius atthis
- Heliconius charitonius
- Heliconius ismenius
- Siproeta estelenes
- Dione juno
- Morpho menelaus
- Morpho peleides
- Dryas julia
- Leucanella sp.
- Opsiphanes cassina
- Caligo idiomeneus
- Eutoieta hegesia

Familia Pieridae
- Anteos maerula
- Phoebis sennae
- Phoebis phylea

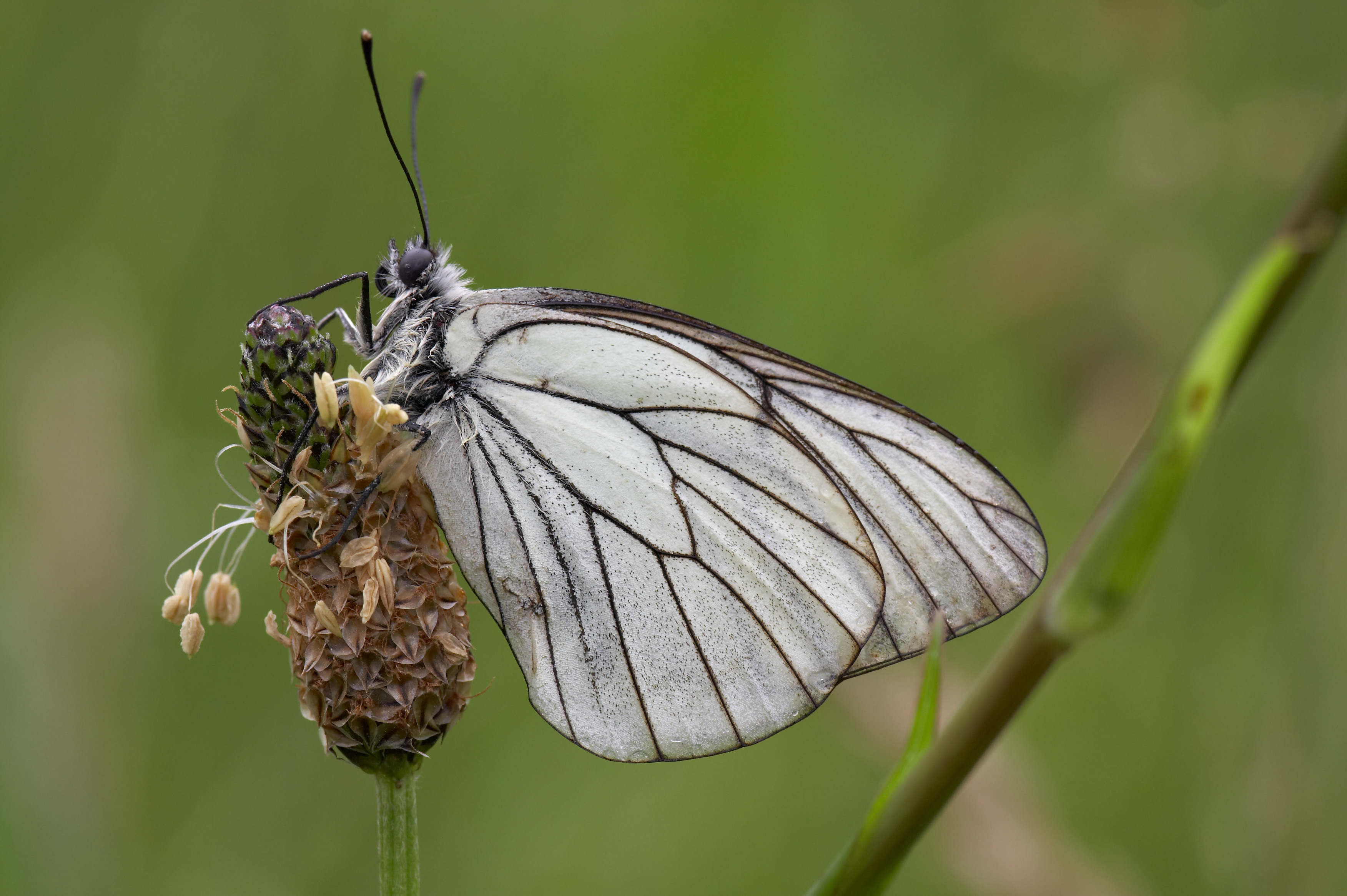
Aporia crataegi
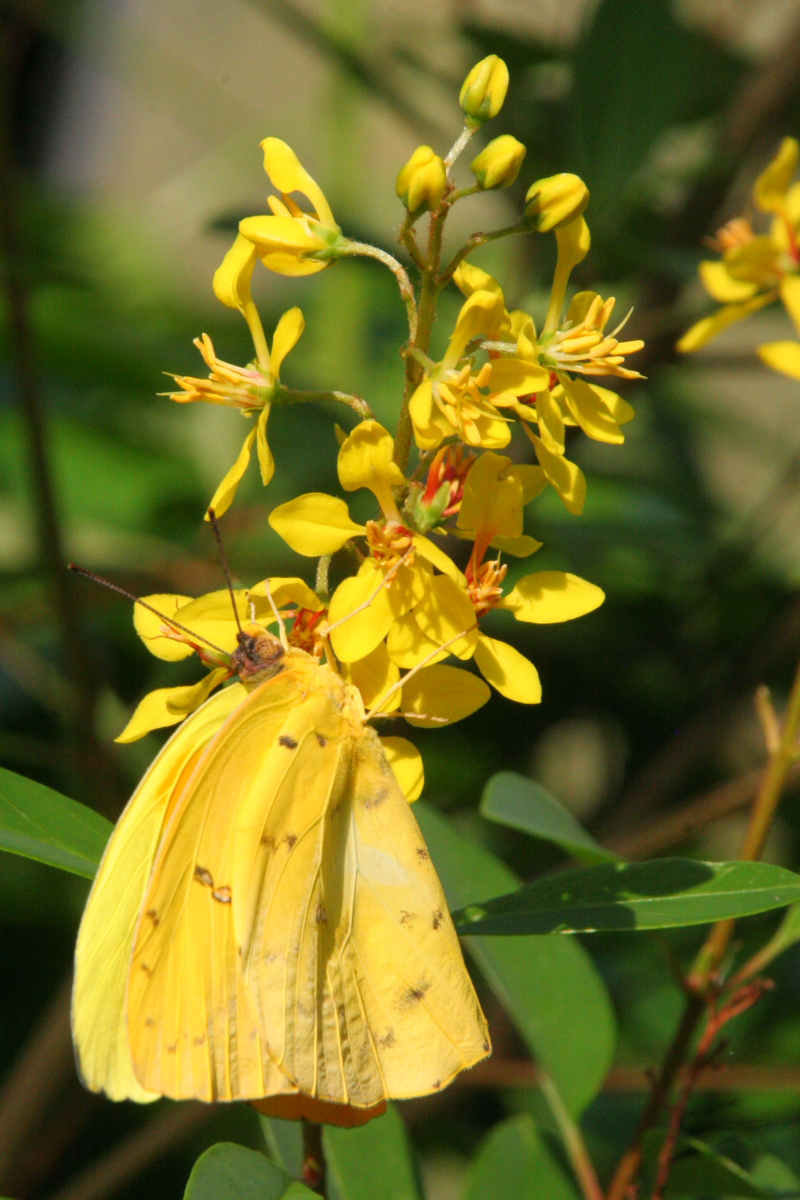
Phoebis senna
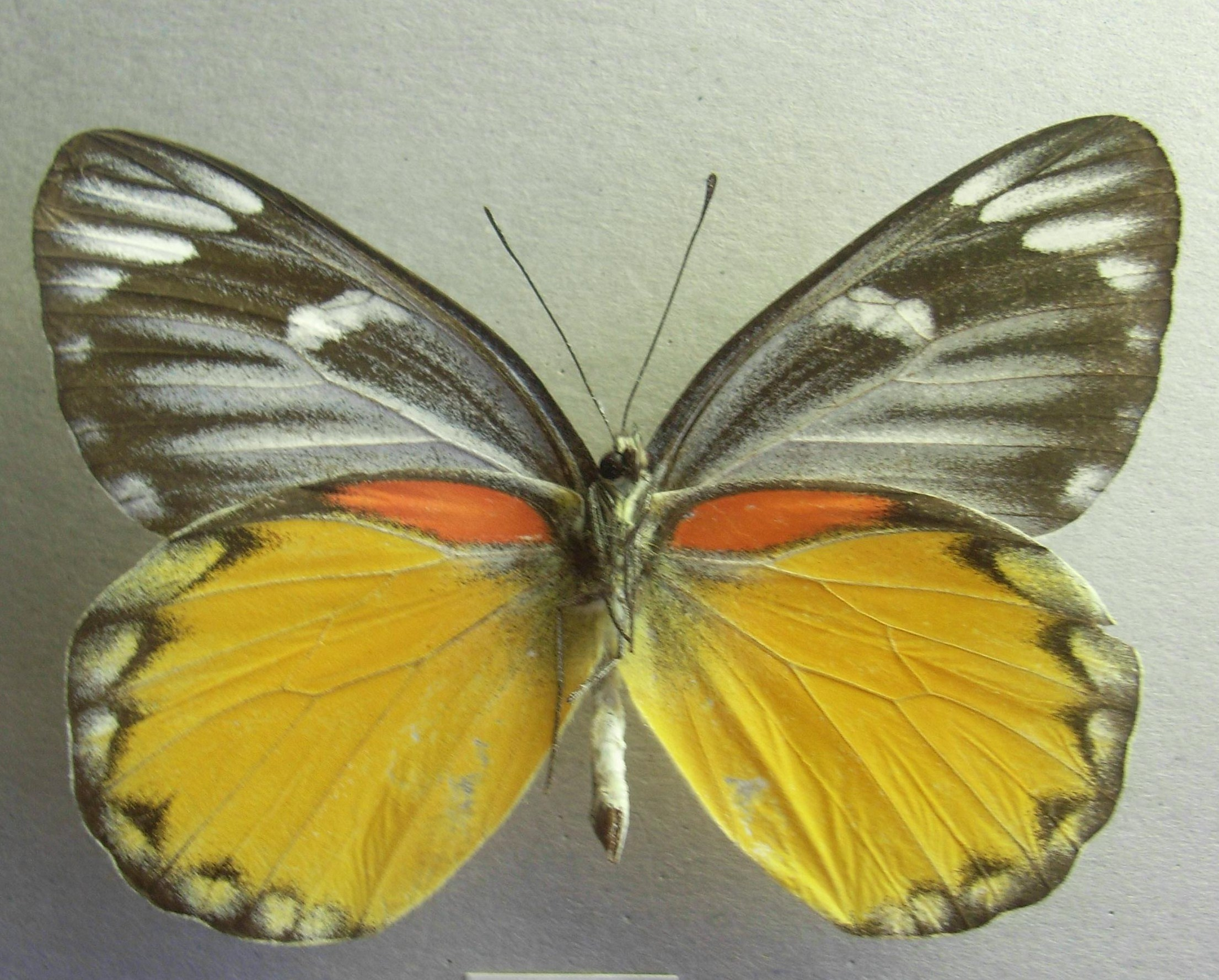
Delias descombesi
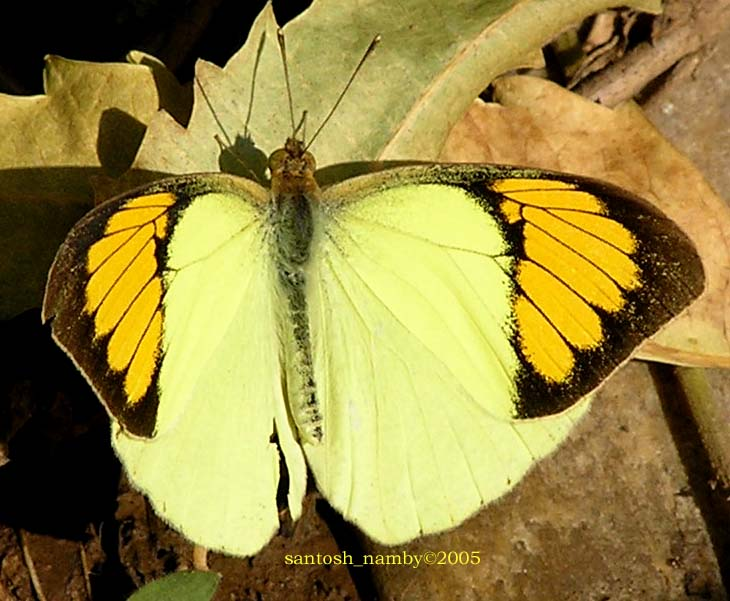
Ixias pyrene

## Ecosistema amazónico
Dentro de las instalaciones del Jardín Botánico contamos la muestra de especies animales del Ecosistema Amazónico del Ecuador. Las especies que pueden ser observadas son las siguientes: 
Aves
- Papagayo Escarlata - Ara macao
- Papagayo Azuliamarillo - Ara ararauna
- Amazonas Coroniamarilla - Amazona ochrocephala
- Amazona Alinaranja - Amazona amazónica
- Amazona Harinosa - Amazona farinosa
- Guacamayo Frenticastaño - Ara severa
- Periquito Aliamarillo - Brotogeris versicolurus
- Loro Piquirojo - Pionus sordidus
- Perico Cabecioscuro - Aratinga weddellii
- Loro Cabeciazul - Pionus menstruus

Mamíferos
- Mono Capuchino Blanco - Cebus albifrons
- Mono Capuchino Negro - Cebus apella
- Chichico de Manto Rojo - Saguinus fuscicollis
- Mono Ardilla - Saimiri sciureus

Peces
- Raspabalsa - Hypostomus plecostomus
- Piraña Roja - Serrasalmus nalseni
- Peckoltia de rayas - Peckoltia vittata
- Pez Pato - Sorubim lima
- Corydora de 3 Líneas - Corydoras trilineatus
- Severum - Heros severus
- Leporino Listado - Leporinus fasciatus
- Palo de Golf - Hemiodus gracilis
- Raspabalsa - Glyptoperichthys gibbiceps
- LongFish - Lepidosiren paradoxus
- Arowana - Osteoglossiformes
- Oscar - Astronotus ocellatus
- Gancho Rojo - Serrasalmus serrulatus
- Pez Moneda - Mylossoma duriventre
- Boehlkea fredcochui
- Rineloricaria lanceolata

Tortugas
- Tortugas terrestres
- Tortugas acuáticas

## ¿Quiénes son los visitantes del Jardín Botánico de Guayaquil?
- Los amantes de la naturaleza, que se acercan con curiosidad para obtener información.
- Los habitantes de la ciudad de Guayaquil y todas las ciudades y provincias del Ecuador
- A los aficionados a los paseos.
- Escolares, con programación pedagógica.
- Profesionales que buscan un lugar predilecto para sus estudios y sus ensayos.
- Amantes de los jardines y de la jardinería.
- Turistas Nacionales y Extranjeros.
- Estudiantes de Biología, Ciencias Naturales, Agronomía, Jardinería, etc.
- Artistas que sientan una sensibilidad especial por la naturaleza.
- Personas curiosas, deseosas de profundizar en el conocimiento de las plantas y la naturaleza.
- Educadores, pedagogos, etc.
- Personas dependientes (en sillas de ruedas, invidentes, etc.)

En fin se permite el acceso a todo aquel que sienta interés por las plantas y la naturaleza y desee conocerlas en profundidad.

## Festival del mango
Anualmente, desde el año 2005, con gran asistencia de público se realiza este Festival que ya es un evento tradicional organizado por el Jardín Botánico de Guayaquil.
Es que son más de 67 las diferentes especies de mango que se exhiben, muchas tradicionales conocidas como mango de ciruelo, de uva, de manzana, de canela, etc.; otras que son las principales variedades de exportación como el Tomy o el Edwards; otras espectaculares como el Z80, que tiene el tamaño de la cabeza de un niño; pero todos ellos muy sabrosos, con los que se preparan deliciosos jugos, mermeladas y dulces que se ofrecen a los visitantes para que los degusten y se animen a comprar las variedades que se ofrecen en venta.
Además se ofrecen explicaciones de cómo los portugueses introdujeron esta fruta en América, información sobre su cultivo, como injertarlos, etc.
Este evento ha sido posible realizarlo gracias a la desinteresada colaboración de diversos agricultores de las haciendas ubicadas en las zonas de Daule, Palestina, Vinces, Lomas de Sargentillo, Isidro Ayora, etc. que han suministrado la fruta que se exhibe y que se vende.
Está previsto realizarlo anualmente incorporando nuevas secciones con nuevos atractivos que mantendrán el interés de las familias y estudiantes que lo visitan.
Es necesario reconocer y aplaudir la gestión que realizan los colaboradores y funcionarios del Jardín Botánico, que se vienen esforzando año a año para presentar este Festival que cada ocasión convoca a mayor número de asistentes.

## Entidad Ejecutante
Fundación Jardín Botánico Guayaquil

## Afiliado a
- Botanic Gardens Conservation International
- Red de Jarsinez Botánicos del Ecuador
- American Orchid Society

## Institución Co-participante
Asociación Ecuatoriana de Orquideología